# Nicholas Barbon

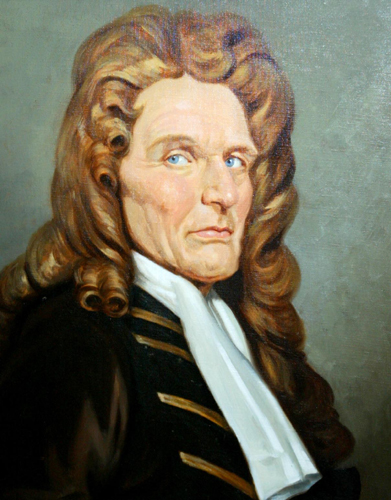
Nicholas Barbon

Nicholas Barbon (auch: Barebon oder Barebone; * um 1640 in London als If-Jesus-Christ-Had-Not-Died-For-Thee-Thou-Hadst-Been-Damned Barebone; † um 1698 in Osterley House, Middlesex) war ein englischer Ökonom.

## Leben
Barbon studierte Medizin an der Universität Leiden und wurde 1661 in Medizin an der Universität Utrecht promoviert. Er war an dem Aufbau von London nach dem Großen Brand 1666 sowie an der Einrichtung einer Feuerversicherung in England um 1680 beteiligt. Er war der Sohn von Sarah und Praise-God Barebone, einem Puritaner.

## Werke
- A letter to a gentleman in the country. Milbourn, London 1684.
- An Ansvver to a letter to a gentleman in the countrey. Giving an account of the two insurance-offices, the Fire-Office & Friendly-Society. William Horton, London 1684.
- Apology for the Builder; or a Discourse showing the Cause and Effects of the Increase of Building. 1685.
- A Discourse of Trade. 1690 (Nachdruck: Bibliobazaar 2009, ISBN 978-1-117-63043-4).
- A discourse concerning coining the new money lighter: in answer to Mr. Lock’s Considerations about raising the value of money. Richard Chiswell, London 1696.